# Brocéliande

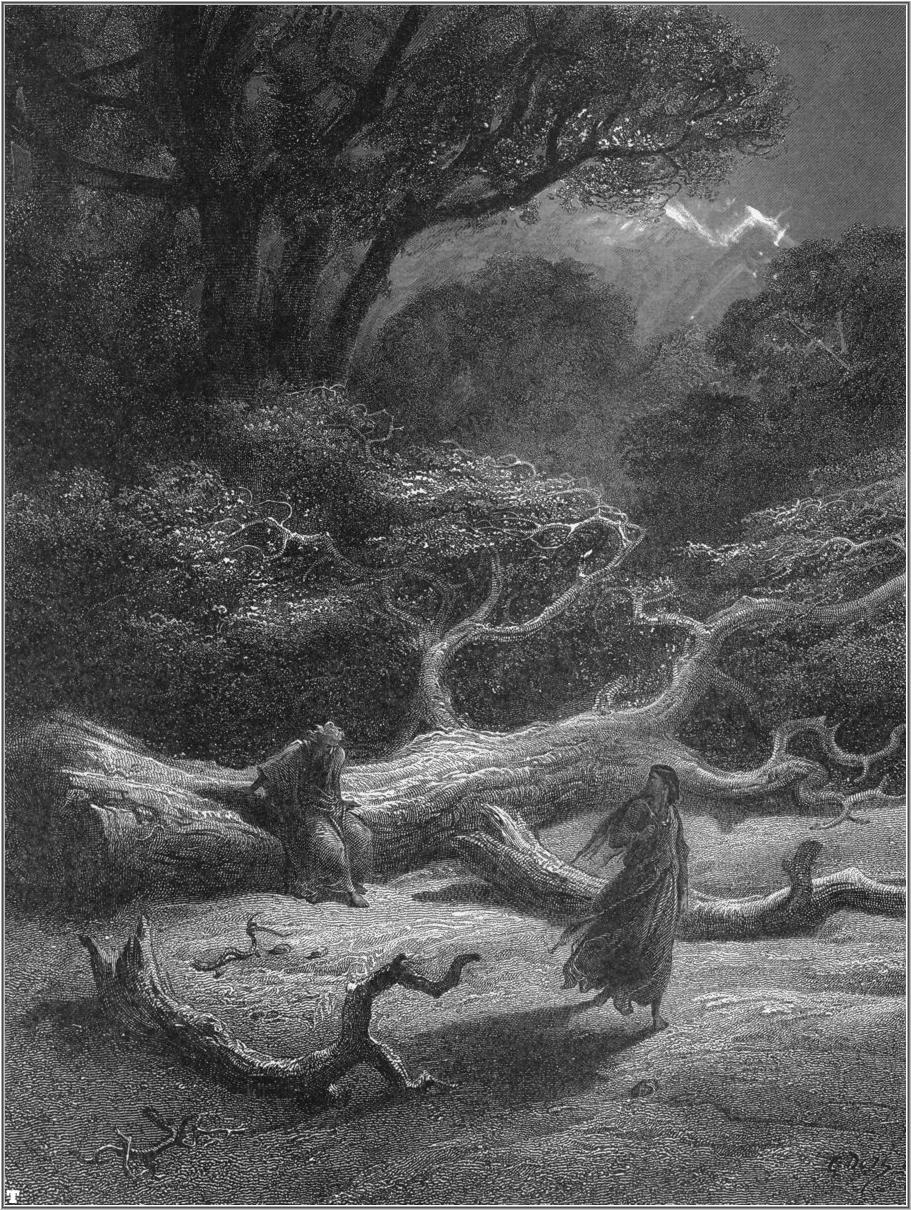
Merlin und Viviane in Brocéliande (Gravur von Gustave Doré, 1868)

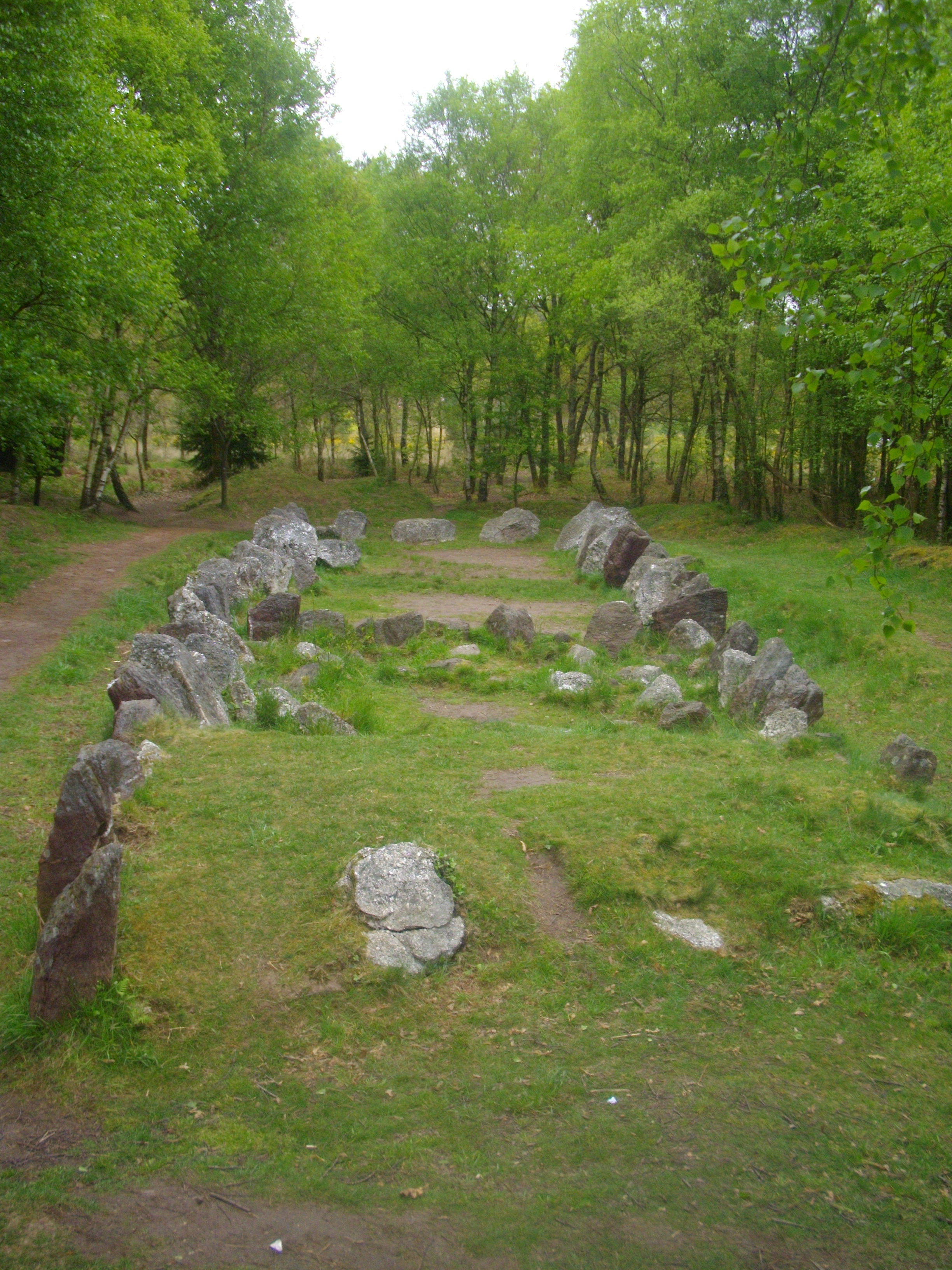
Der Garten der Mönche

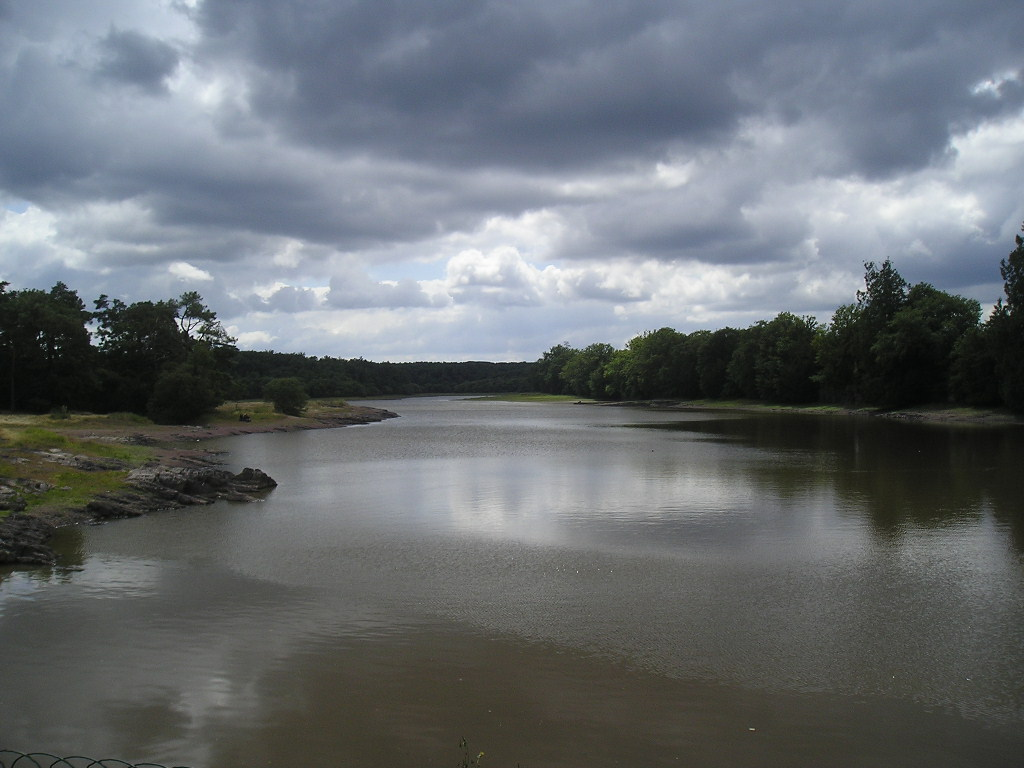
Der See vom Comper

Brocéliande (bretonisch Brekilien) ist der Name eines sagenhaften Waldes in der Bretagne, in dem eine Reihe von Erzählungen aus dem arturischen Sagenkreis lokalisiert werden (insbesondere Chrétien de Troyes’ Yvain ou Le Chevalier au lion).

## Lage
Der Wald von Brocéliande (La Forêt de Brocéliande) ist auf keiner modernen Karte zu finden. Er lag angeblich westlich von Rennes in der Hochbretagne. Heute wird er als der Wald von Paimpont identifiziert, was auch durch den zunehmenden Tourismus begünstigt wurde. Es ist der größte Wald und das Herz der Bretagne. Der Sage nach wurde im Wald von Brocéliande der Zauberer Merlin von Nimue (Viviane) in eine Weißdornhecke gebannt, nachdem er ihr die Quellen seiner Zauberkräfte offenbart hatte.
Hier soll
- die Geheimnisbrücke gestanden haben, auf der Viviane ihre Liebe zu Merlin preisgab und in einer Wolke verschwand;
- das Tal ohne Wiederkehr (Val sans retour) liegen, in dem Morgan le Fay ihre untreuen Liebhaber gefangen hielt;
- sich der See von Comper befinden, in dem Lancelot in einem Schloss unter Wasser von Viviane großgezogen wurde;
- die Quelle von Barenton (französisch La fontaine de Barenton) liegen, deren Wasser, auf „die Freitreppe Merlins“ (einen Stein) gegossen, es (vielleicht) regnen lässt.

Viele Megalithanlagen in diesem Wald wurden den Helden der Artussage zugeschrieben.
- Das Grab Merlins ist der Rest einer Allée couverte nahe dem See von Marelles im Osten des Waldes, ein Ort, an dem sich jährlich die Anhänger der Ritter der Tafelrunde zusammenfinden.
- Der Garten der Mönche (Jardin aux Moines) ist ein mehr als 3500 Jahre altes Megalithmonument.
- Das Haus der Viviane (Hôtié de Viviane), früher das Druidengrab genannt, ist aus roten Schieferplatten gebaut.
- Das Grab der Riesen (Tombeau des géants) wurde einst „Hexenfelsen“ genannt.
- Die Guillotine-Eiche (le Chêne à Guillotin) ist ein hohler Baum von zehn Meter Umfang, in dem angeblich zehn Personen Platz finden. Es ist überliefert, dass sich ein störrischer Priester während der französischen Revolution hierher flüchtete.
- Die Gemeinde Tréhorenteuc (die kleinste im Département Morbihan) beherbergt mit der Pfarrkirche Ste-Onenne die erstaunliche „Église du Saint Graal“ (Kirche des heiligen Gral). Die zwischen 1942 und 1962 restaurierte Kirche ist mit Themen der Artuslegende und esoterischer Symbolik geschmückt.

## Sehenswürdigkeiten
- Schloss Trécesson
- Templerkapelle Saint-Jean
- Fontaine de Barenton
- Eiche von Hindrés